# Diocesi di Gliwice
La diocesi di Gliwice (in latino Dioecesis Glivicensis) è una sede della Chiesa cattolica in Polonia suffraganea dell'arcidiocesi di Katowice. Nel 2021 contava 587.763 battezzati su 658.377 abitanti. È retta dal vescovo Sławomir Oder.

## Territorio

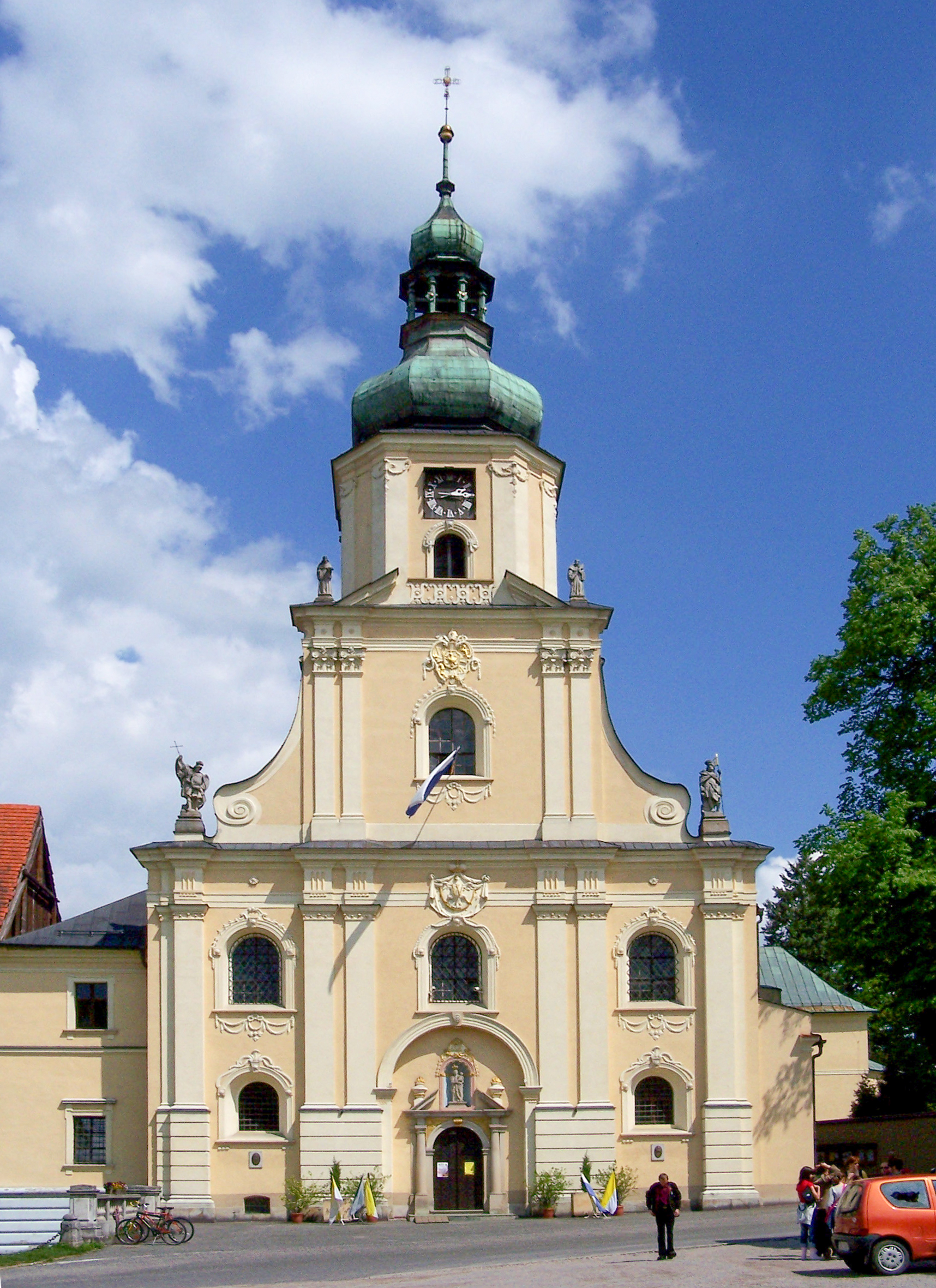
La basilica dell'Assunzione della Beata Vergine Maria a Rudy.

La diocesi comprende la parte occidentale del Voivodato della Slesia.
Sede vescovile è la città di Gliwice, dove si trova la cattedrale dei Santi Pietro e Paolo. A Rudy, nel comune di Kuźnia Raciborska, sorge la basilica minore dell'Assunzione della Beata Vergine Maria.
Il territorio è suddiviso in 156 parrocchie, raggruppate in 18 decanati.

## Storia
La diocesi di Gliwice è stata eretta il 25 marzo 1992 nell'ambito della riorganizzazione delle diocesi polacche voluta da papa Giovanni Paolo II con la bolla Totus tuus Poloniae populus. Il suo territorio è stato ricavato dalle diocesi di Częstochowa, di Katowice (entrambe elevate allo stesso tempo al rango di arcidiocesi metropolitane) e di Opole.
Il 7 ottobre 1993, con la lettera apostolica Christifideles dioecesis, lo stesso papa Giovanni Paolo II ha confermato i Santi Pietro e Paolo patroni principali della diocesi, Sant'Anna e la Beata Vergine Maria, invocata con il titolo di Mater caritatis et iustitiae socialis, patrone secondarie.

## Cronotassi dei vescovi
Si omettono i periodi di sede vacante non superiori ai 2 anni o non storicamente accertati.
- Jan Walenty Wieczorek † (25 marzo 1992 - 29 dicembre 2011 ritirato)
- Jan Kopiec (29 dicembre 2011 - 28 gennaio 2023 ritirato)
- Sławomir Oder, dal 28 gennaio 2023

## Statistiche
La diocesi nel 2021 su una popolazione di 658.377 persone contava 587.763 battezzati, corrispondenti all'89,3% del totale.
| anno | popolazione | popolazione | popolazione | presbiteri | presbiteri | presbiteri | presbiteri                | diaconi | religiosi | religiosi | parrocchie |
| anno | battezzati  | totale      | %           | numero     | secolari   | regolari   | battezzati per presbitero | diaconi | uomini    | donne     | parrocchie |
| ---- | ----------- | ----------- | ----------- | ---------- | ---------- | ---------- | ------------------------- | ------- | --------- | --------- | ---------- |
| 1999 | 691.000     | 765.000     | 90,3        | 445        | 297        | 148        | 1.552                     |         | 172       | 310       | 149        |
| 2000 | 694.000     | 765.000     | 90,7        | 459        | 300        | 159        | 1.511                     |         | 184       | 300       | 149        |
| 2001 | 690.950     | 762.050     | 90,7        | 473        | 308        | 165        | 1.460                     |         | 186       | 245       | 150        |
| 2002 | 690.000     | 761.900     | 90,6        | 452        | 310        | 142        | 1.526                     |         | 164       | 229       | 152        |
| 2003 | 681.000     | 749.800     | 90,8        | 464        | 318        | 146        | 1.467                     |         | 169       | 208       | 152        |
| 2004 | 667.796     | 731.933     | 91,2        | 442        | 303        | 139        | 1.510                     |         | 161       | 237       | 153        |
| 2006 | 662.092     | 727.492     | 91,0        | 465        | 312        | 153        | 1.423                     | 1       | 175       | 240       | 154        |
| 2013 | 642.562     | 708.504     | 90,7        | 489        | 352        | 137        | 1.314                     |         | 156       | 208       | 155        |
| 2016 | 621.000     | 690.349     | 90,0        | 495        | 346        | 149        | 1.254                     | 1       | 171       | 180       | 156        |
| 2019 | 586.876     | 661.731     | 88,7        | 487        | 342        | 145        | 1.205                     | 2       | 171       | 170       | 156        |
| 2021 | 587.763     | 658.377     | 89,3        | 504        | 348        | 156        | 1.166                     | 1       | 182       | 170       | 156        |